# Балабаново (Западно-Казахстанская область)
Балабаново (каз. Балабаново) — село в Зеленовском районе Западно-Казахстанской области Казахстана. Входит в состав Чировского сельского округа. Код КАТО — 274471200.

## Население
В 1999 году население села составляло 218 человек (107 мужчин и 111 женщин). По данным переписи 2009 года, в селе проживал 91 человек (43 мужчины и 48 женщин).